# Alexander Acosta
Rene Alexander "Alex" Acosta, född 16 januari 1969 i Miami, Florida, är en amerikansk jurist och republikansk politiker. Sedan april 2017 var han USA:s arbetsmarknadsminister i Trumps kabinett. Den 12 juli 2019 tillkännagav Acosta sin avgång som arbetsmarknadsminister och avgången trädde i kraft den 19 juli 2019.

## Biografi
Acosta har studerat vid Harvard University. Han avlade där kandidatexamen i nationalekonomi 1990 och juristexamen 1994.
Åren 2009–2017 arbetade Acosta som dekanus vid Florida International University College of Law.
Efter att Andrew Puzder den 15 januari 2017 drog tillbaka sin kandidatur som USA:s arbetsmarknadsminister i Trumps kabinett, valde president Donald Trump att den 16 februari 2017 istället nominera Acosta till arbetsmarknadsminister. Den 27 april godkändes nomineringen i USA:s senat och den 28 april tillträdde Acosta som arbetsmarknadsminister. Acosta är son till kubanska immigranter och är därmed den enda ministern i Trumps kabinett som har latinoamerikanskt ursprung.